# Sondergut
Als Sondergut bezeichnet die literarkritische Forschung zum Neuen Testament jene Texte der drei synoptischen Evangelien, die nur in einem einzigen Evangelium vorkommen, also ohne Paralleltext sind.

Statistische Angaben: A. M. Honoré, 1968

## Sondergut im Markusevangelium
Das markinische Sondergut besteht aus jenen Texten, die gemäß Zweiquellentheorie von Mt und Lk nicht übernommen worden seien (4,9 % des Textes bzw. 549 Wörter). Zum Sondergut gehören:
- Vom Sabbat (Mk 2,27 EU)
- Das Urteil der Verwandten über Jesus (Mk 3,20–21 EU)
- Gleichnis von der selbstwachsenden Saat (Mk 4,26–29 EU)
- Heilung eines Taubstummen (Mk 7,31–37 EU)
- Heilung eines Blinden (Mk 8,22–26 EU)
- Zitat aus Jesaja 66,24 (Mk 9,48 EU)
- Vom Salz (Mk 9,49 EU)
- Notiz vom nackt fliehenden Jüngling (Mk 14,51–52 EU)
- Verwunderung des Pilatus über den raschen Tod Jesu (Mk 15,44 EU)

Die Heilung eines Taubstummen und eines Blinden geschehen unter Einsatz von Speichel. Ihre Weglassung bei Mt und Lk wird meist psychologisch – als christologisch anstößig – erklärt. Sie kann mit der Zweiquellentheorie nicht erklärt werden.

## Sondergut im Matthäusevangelium
Das matthäische Sondergut umfasst etwa ein Fünftel des gesamten Matthäusevangeliums. Zum Sondergut gehören:
- die Geschichte der Weisen aus dem Morgenland (Mt 2,1–12 EU)
- die Flucht nach Ägypten (Mt 2,13–15 EU)
- der Kindermord in Betlehem (Mt 2,16–18 EU)
- die Rückkehr aus Ägypten (Mt 2,19–23 EU)
- „Vom Schwören“ (Mt 5,33–37 EU)
- „Vom Almosengeben“ (Mt 6,1–4 EU)
- „Vom Beten“ (Mt 6,5–6 EU)
- „Vom Fasten“ (Mt 6,16–18 EU)
- Entzweiung um Jesu Willen (Mt 10,34 ff. EU)
- „Vom Unkraut unter dem Weizen“ (Mt 13,24–30 EU) und seine Deutung (Mt 13,36–43 EU)
- „Vom Schatz im Acker und der kostbaren Perle“ (Mt 13,44–46 EU)
- „Vom Fischnetz“ (Mt 13,47–52 EU)
- Vom Zahlen der Tempelsteuer (Mt 17,24–27 EU)
- Zurechtweisung und Gebet in der Gemeinde (Mt 18,15–20 EU)
- „Von den zwei Schuldnern“ (Mt 18,23–35 EU)
- „Von den Arbeitern im Weinberg“ (Mt 20,1–16 EU)
- „Von den ungleichen Söhnen“ (Mt 21,28–32 EU)
- „Von den zehn Jungfrauen“ (Mt 25,1–13 EU)
- „Vom Weltgericht“ (Mt 25,31–46 EU)
- die Geschichte von den Grabeswächtern (Mt 27,62–66 EU) samt ihrer Fortsetzung (Mt 28,11–15 EU)
- Schluss des Evangeliums mit dem Missionsbefehl (Mt 28,16–20 EU)

## Sondergut im Lukasevangelium
Das lukanische Sondergut umfasst etwa ein Drittel des gesamten Lukasevangeliums; zählt man auch einzelne Verse dazu, die inmitten anderer Texte stehen, sind es rund 45 Prozent. Darunter finden sich:
- Die Verheißung der Geburt des Täufers (Lk 1,5–25 EU), Der Besuch Marias bei Elisabet (Lk 1,39–56 EU), Die Geburt des Täufers (Lk 1,57–80 EU)
- Reise nach Betlehem, aufgrund einer Volkszählung, Geburt im Stall (Lk 2,1–8 EU)
- Die Geschichte der Hirten (Lk 2,9–20 EU)
- Das Zeugnis des Simeon und der Hanna über Jesus (Lk 2,21–40 EU)
- Der zwölfjährige Jesus im Tempel (Lk 2,41–52 EU)
- die gegenüber den beiden anderen Evangelisten stark ausgearbeitete Thematik der „Zöllner und Sünder“ (7,34 EU; 7,36–50 EU; 18,9-14 EU; 19,1–10 EU; 15,1–2 EU und die folgenden Gleichnisse vom verlorenen Groschen (Lk 15,8–10 EU), vom verlorenen Sohn (Lk 15,11–32 EU))
- das Motiv der verachteten Samaritaner (Lk 10,29–37 EU; 17,11–19 EU)
- Das Gleichnis vom barmherzigen Samariter (Lk 10,30–35 EU)
- die Episode vom Schächer am Kreuz (Lk 23,39–43 EU)
- die Emmaus-Erzählung (Lk 24,s13–35 EU)
- aber auch die besondere Rolle der Frau (vgl. die Notizen zu Maria Lk 2,19 EU; 2,34 EU; 8,1–3 EU u.ö.)